# Ivars Ijabs

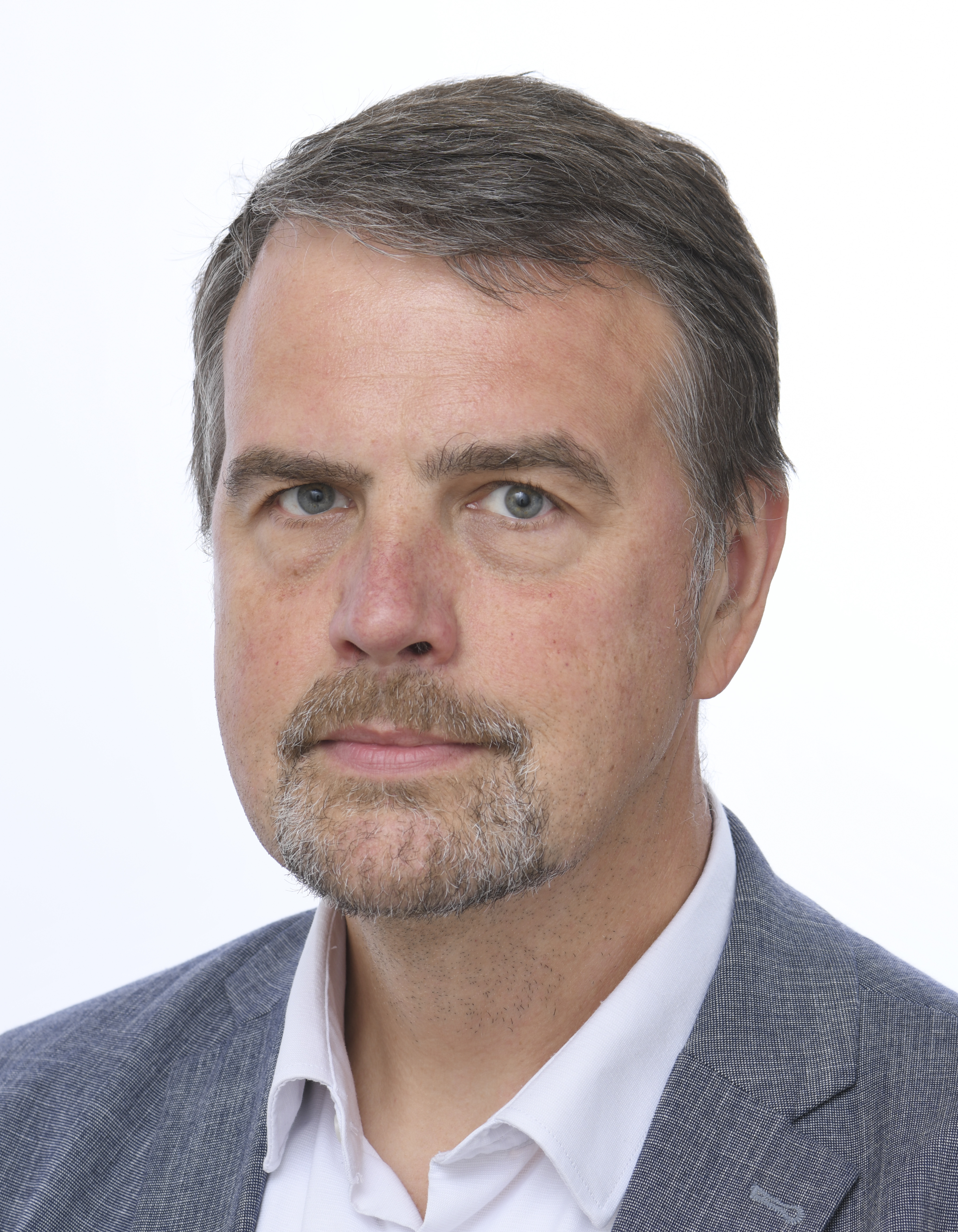
Ivars Ijabs (2024)

Ivars Ijabs (* 17. November 1972 in Riga) ist ein lettischer Politikwissenschaftler und Politiker. Er ist Dozent und Professor an der Universität Lettland und promovierte in Politikwissenschaft.
Im Mai 2019 wurde er als Vertreter des politischen Bündnisses Attīstībai/Par! zum Mitglied des Europäischen Parlaments gewählt. Als dieser gehört er der Fraktion Renew Europe an. Seit 2021 ist er zudem einer der Co-Vorsitzenden von Latvijas attīstībai (Mitglied seit 2019), die dem Wahlbündnis angehört.

## Frühes Leben und Karriere
Ijabs wurde in Riga geboren, wo er auch die meiste Zeit seiner Kindheit und Jugend verbrachte. 1996 schloss er sein Studium an der Lettischen Musikakademie Jāzeps Vītols ab und erhielt seinen ersten Bachelor-Abschluss in Kunst. Er spielte Waldhorn im Orchester "Rīga" und im Liepāja-Sinfonieorchester. 1997 schrieb er sich an der Fakultät für Geschichte und Philosophie der Universität Lettland ein, wo er 2001 seinen Bachelor- und 2003 seinen Master in Philosophie erwarb. Seitdem lehrt er an der Universität. 2007 promovierte Ijabs an der Fakultät für Sozialwissenschaften der Universität Lettland und wurde außerordentlicher Professor an der Universität. Das Thema seiner Dissertation war „Zivilgesellschaftsdiskurs in der modernen politischen Theorie und ihre Elemente in der Geschichte der lettischen politischen Ideen“ (Pilsoniskās sabiedrības diskurss modernajā politikas teorijā un tā elementi Latvijas politisko ideju vēsturē).
Während seines Studiums verbrachte Ijabs auch Auslandsaufenthalte. Er war Student der Philosophie und Politikwissenschaft an der Universität Reykjavík, der Universität Greifswald, der Universität Bremen, der Humboldt-Universität zu Berlin und Fulbright-Stipendiat an der Rutgers University. Darüber hinaus wird seine akademische Erfahrung durch eine Reihe von Intensivkursen in den Bereichen Gesetzgebung, Governance und Integration unterstützt.
Er ist Autor mehrerer Forschungsartikel und Bücher. Er war ein führender Forscher in mehreren wissenschaftlichen Projekten.

## Parteiarbeit
Für die Europawahl 2019 hatte sich Ivars Ijabs als Unabhängiger von der Latvijas attīstībai (LA) aufstellen lassen. Im Herbst 2019 traten er und der bis dahin parteilose Verteidigungsminister Artis Pabriks der LA bei. Mit dem Rücktritt von Juris Pūce als Vorsitzendem der LA und Co-Vorsitzender des Attīstībai/Par!-Bündnisses (A/P) im November 2020, übernahm Ijabs beide Aufgaben geschäftsführend. Bei der folgenden Neuwahl wurde nicht ein Vorsitzender, sondern drei gleichberechtigte Co-Vorsitzende, darunter auch Ijabs, gewählt.

## Mitglied des Europäischen Parlaments
Ijabs ist Vollmitglied des Ausschusses für Industrie, Forschung und Energie und der Delegation für die Beziehungen zu den Vereinigten Staaten. Er ist stellvertretendes Mitglied des Ausschusses für Binnenmarkt und Verbraucherschutz, des Ausschusses für Wirtschaft und Währung, der Delegation für die Beziehungen zu den Ländern der Andengemeinschaft, der Delegation für die Beziehungen zu den Ländern Südostasiens und der Assoziation der Südostasiatische Nationen (ASEAN) und die Delegation bei der Parlamentarischen Versammlung Euro-Lateinamerika. Im Jahr 2020 trat er auch dem Sonderausschuss zur Krebsbekämpfung bei. Neben seinen Ausschusstätigkeiten gehört Ijabs den Delegationen des Parlaments für die Beziehungen zu den Ländern der Andengemeinschaft, zu den Ländern Südostasiens und dem Verband Südostasiatischer Nationen (ASEAN) sowie der Parlamentarischen Versammlung Euro-Lateinamerika an. Er ist Mitglied des Gremiums für die Zukunft von Wissenschaft und Technologie des Europäischen Parlaments (ehemals Science and Technology Options Assessment), der Intergroup on Artificial Intelligence des Europäischen Parlaments und der Intergroup on LGBT Rights des Europäischen Parlaments. Bei der Europawahl 2024 wurde er in das Europäische Parlament wiedergewählt.

## Persönliches
Ijabs ist mit der Geigerin Terēze Zīberte-Ijaba verheiratet. Das Paar hat drei Kinder.